# رينو أنتو
رينو أنتو (3 يناير 1988 في الهند - ) هو لاعب كرة قدم هندي في مركز الظهير. شارك مع منتخب الهند لكرة القدم. أما مع النوادي، فقد لعب مع نادي بنغالورو ونادي سالغاوكار ونادي موهون باغان وأتلتيكو كلكتا ونادي كيرلا بلاستيرز وKerala United FC ‏.

## روابط خارجية
- رينو أنتو على موقع قاعدة بيانات كرة القدم.إي يو (الإنجليزية)
- رينو أنتو على موقع ناشيونال فوتبول تيمز (الإنجليزية)
- رينو أنتو على موقع Soccerway.com (الإنجليزية)